# Knut Jönsson (Lillie)
Knut Jönsson (Lillie af Greger Mattssons ätt), död före 1587, var en svensk adelsman och ståthållare.

## Biografi
Knut Jönsson var son till Jöns Håkansson (Lillie) och Märta Knutsdotter. Han var 1581 ståthållare på Nyköpings slott och avled före 1587.

### Egendom
Knut Jönsson ägde gårdarna Gladhem i Östra Stenby socken, Vada i Oppeby socken och Ottinge i Lofta socken.

### Familj
Knut Jönsson gifte sig första gången med Margareta Siöblad. Hon var dotter till häradshövdingen Christer Larsson (Siöblad) och Anna Pedersdotter. De fick tillsammans barnen ryttmästaren Peder Knutsson Lillie, kammarjunkaren Jöns Knutsson Lillie (död 1631), Christiern Knutsson Lillie (död 1624), och Truls Knutsson Lille (död 1632).
Knut Jönsson gifte sig andra gången med Anna Arvidsdotter. Hon var dotter till fältöversten Arvid Gustafsson Västgöte och Karin Eriksdotter Bielke af Åkerö. Anna Arvidsdotter var änka efter Jöns Ulfsson Soop och bonden Jon Andersson. Anna och Knut fick tillsammans dottern Margareta Lillie som var gift med Gustaf Olofsson Stiernbielke.
Knut Jönsson gifte sig tredje